# Lasconotus nepalensis
Lasconotus nepalensis – gatunek chrząszcza z rodziny Zopheridae i podrodziny zagwozdnikowatych.
Gatunek ten został opisany w 1985 roku przez Stanisława Adama Ślipińskiego.
Chrząszcz o wydłużonym, wypukłym, brązowym ciele długości od 3,9 do 4,2 mm. Jego głowa ma granulowaną powierzchnię, przy czym na każdej granulce na czole i ciemieniu osadzona jest krótka szczecinka. Przednia krawędź nadustka jest ścięta pośrodku i wyokrąglona po bokach. Przedplecze jest prawie kwadratowe w obrysie i ma cztery w pełni rozwinięte żeberka przechodzące przez dysk. Jego powierzchnia jest granulowana tak jak głowa. Dwukrotnie dłuższe niż szerokie pokrywy mają równoległe boki i wspólnie zaokrąglone wierzchołki. W ich rzędach leżą po dwa rządki grubych punktów. Co drugi ich międzyrząd wyposażony jest w żeberko, przy czym te na międzyrzędach pierwszych są rozbieżne w okolicy tarczki, a te na międzyrzędach trzecich i piątych nie dochodzą do szczytu pokryw. 
Owad endemiczny dla Nepalu.